# Daniel Bovet
Daniel Bovet (Neuchâtel, Suiza, 23 de marzo de 1907 - Roma, Italia, 8 de abril de 1992) fue un farmacólogo suizo nacionalizado italiano. 

## Biografía
Estudió en la Universidad de Ginebra en la que se doctoró en 1927 en Ciencias Biológicas y en 1929 en Ciencias Naturales. Trabajó durante su doctorado como ayudante del departamento de Fisiología de la facultad de Medicina. Desde 1929 hasta 1936, trabajó en el Laboratorio de Química Terapéutica del Instituto Pasteur. Se trasladó a Roma contratado como director del departamento de Química Terapéutica del Instituto Superior de Sanidad italiano. En 1947 obtiene la nacionalidad italiana.
Su área principal de investigación fue el estudio de la relación entre estructura química y acción biológica de los medicamentos. Desarrolló estudios de las sulfonamidas, antihistamínicos, el curare y los alcaloides del cornezuelo del centeno. Por sus trabajos obtuvo el Premio Nobel de Fisiología o Medicina en 1957.
Falleció el 8 de abril de 1992.
| Predecesor: André Frédéric Cournand Werner Forssmann Dickinson W. Richards | Premio Nobel de Fisiología o Medicina 1957 | Sucesor: George Wells Beadle Edward Lawrie Tatum Joshua Lederberg |

- Datos: Q115448
- Multimedia: Daniel Bovet / Q115448